# پاچنودا
پاچنودا (نام علمی: Pachnoda) نام یک سرده از زیرخانواده گل‌خراش‌ها است.

## نگارخانه

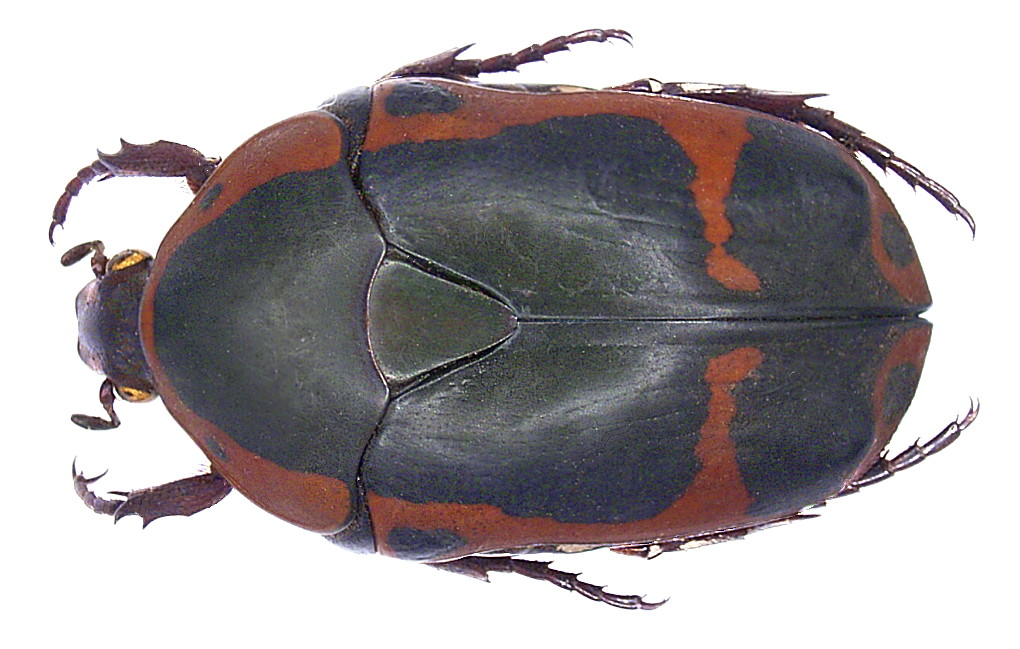
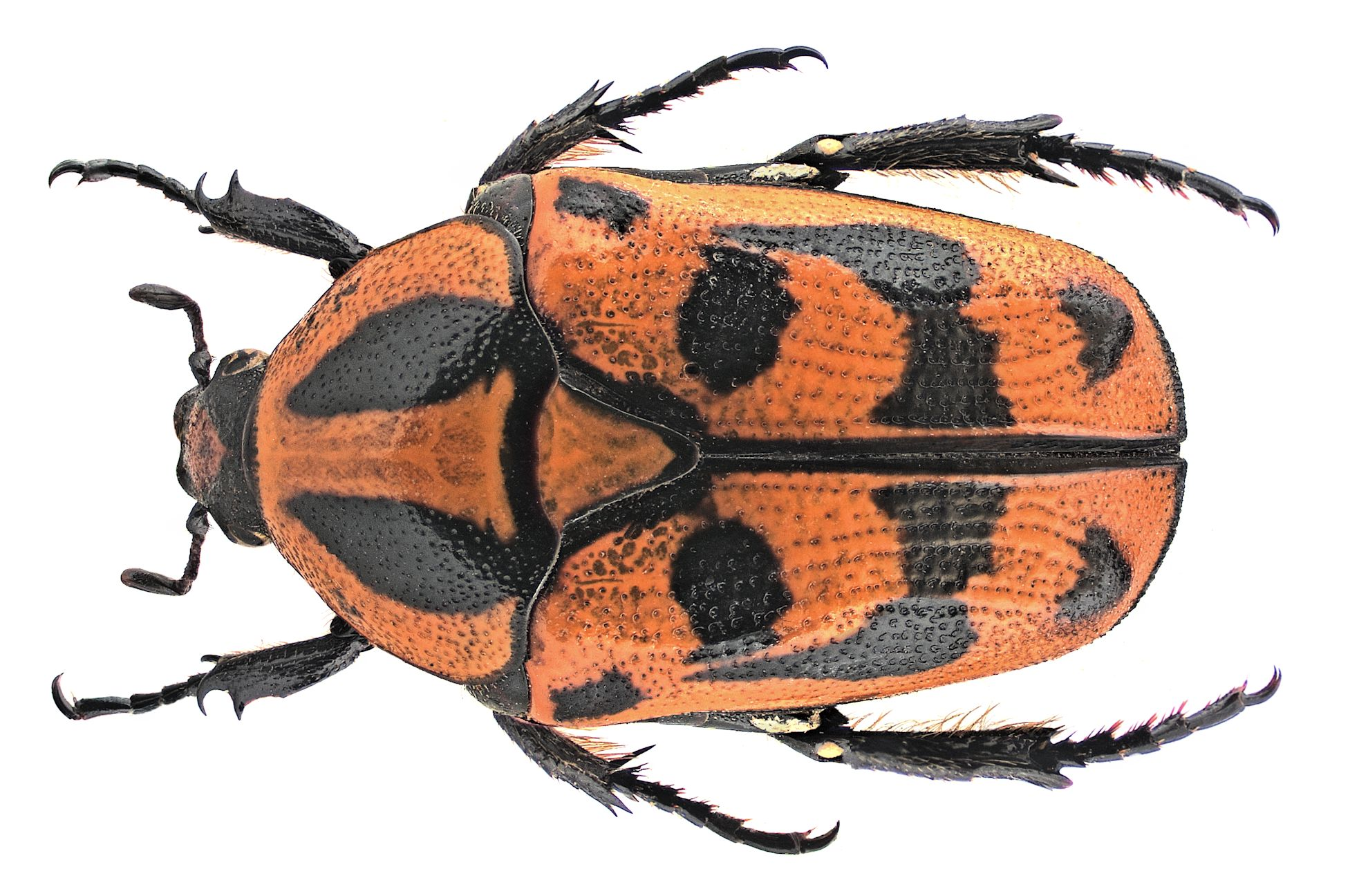
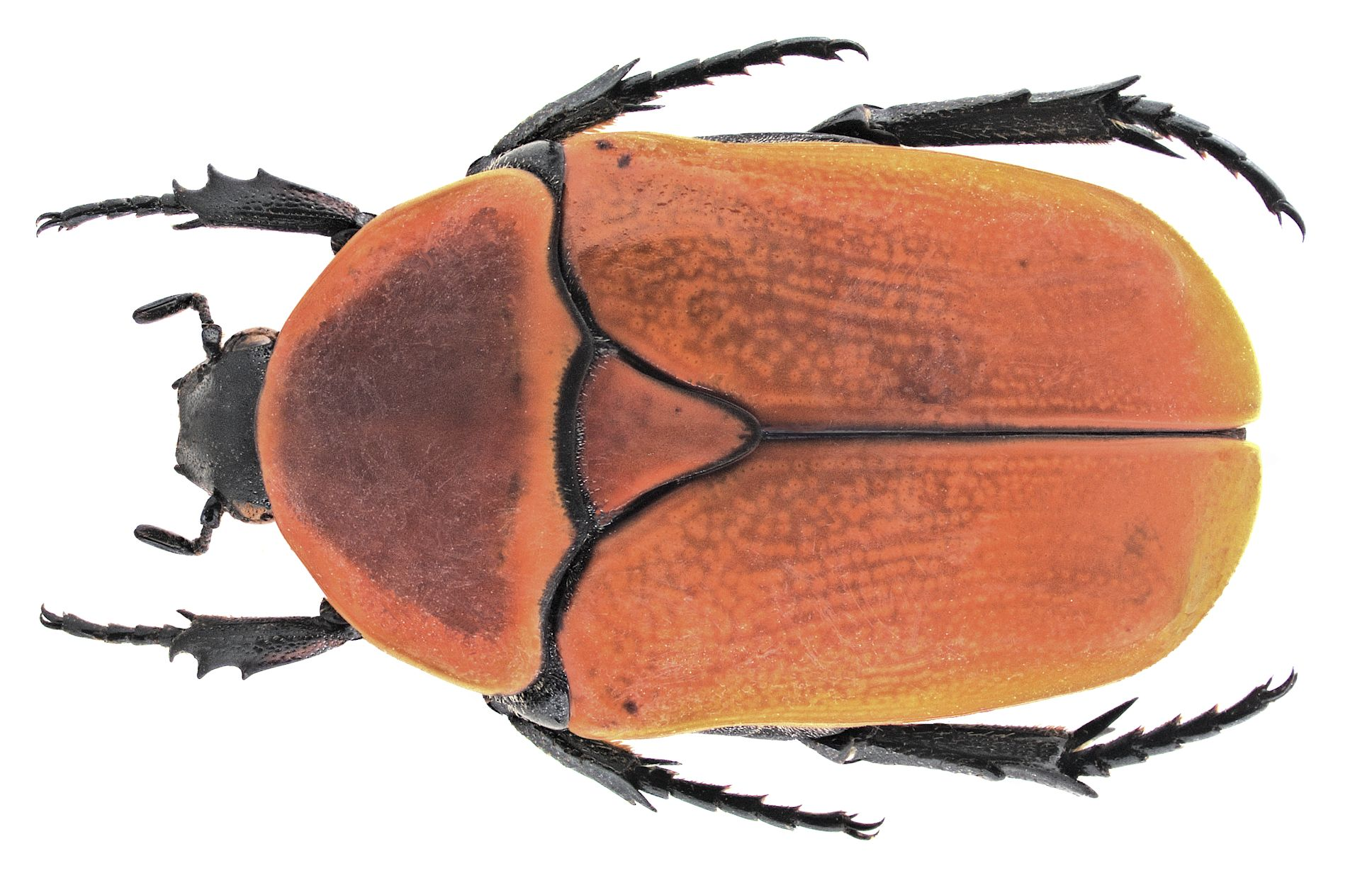
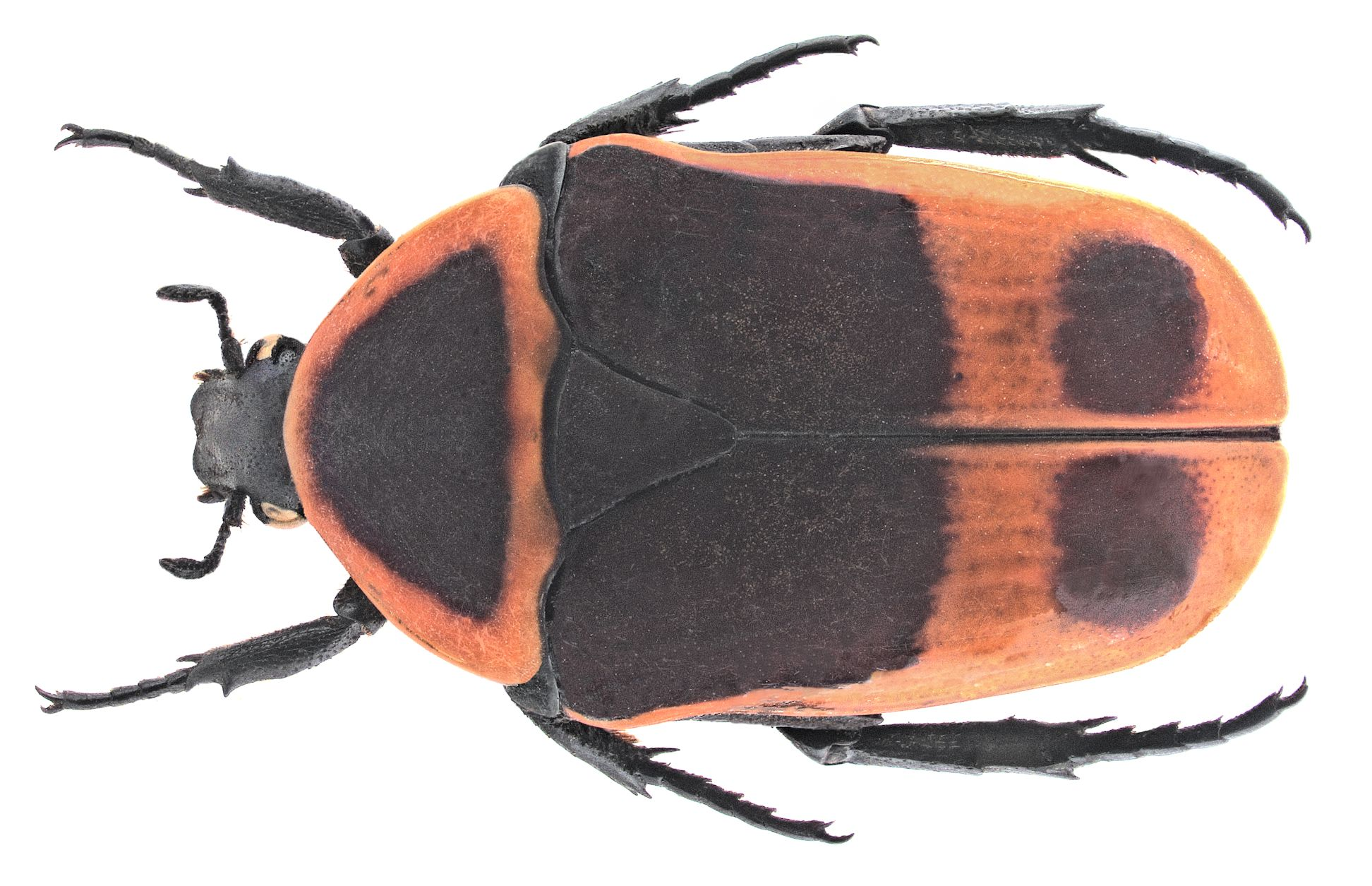